# Kay Kuntze
Kay Kuntze (* 11. Mai 1966 in West-Berlin) ist ein deutscher Theaterintendant und -regisseur.

## Biografie
Kay Kuntze, in Berlin-Zehlendorf geboren und aufgewachsen, studierte an der Technischen Universität Berlin Mathematik und an der Hochschule der Künste Berlin Schulmusik, später an der FU Berlin Theaterwissenschaft und an der TU Berlin bei Carl Dalhaus Musikwissenschaft. Schließlich wechselte er an die Hochschule für Musik und Theater Hamburg und studierte bei Götz Friedrich Musiktheater-Regie. Sein Diplom erhielt er „mit Auszeichnung“.
Während des Studiums war er Stipendiat der Richard-Wagner-Gesellschaft.
Anschließend war er Regieassistent u. a. an der Semperoper Dresden, der Komischen Oper Berlin und bei den Schwetzinger Festspielen. Fest-Engagements führten ihn als Regieassistent an die Bühnen der Landeshauptstadt Kiel, als Spielleiter an die Deutsche Oper Berlin und als Chefregisseur ans Mittelsächsische Theater.
Kuntze ist Neffe des Radiomoderators und DJs Lord Knud, Großneffe des Bildhauers Ralf Kuntze und Urenkel von John William Kuntze, der 1902 den Verlag „Polyglott Kuntze Kosmos“ gegründet hat, den Vorläufer der Polyglott Reise- und Sprachführer.

## Intendanz

### Berlin
Von 2002 bis 2012 war Kuntze künstlerischer Leiter der Berliner Kammeroper, die sich unter seiner Leitung auf die Erarbeitung zeitgenössischer Werke des Musiktheaters fokussierte, darunter viele Uraufführungen und deutsche Erstaufführungen. Viele Produktionen wurden in Kooperation mit europäischen Theatern und Ensembles realisiert. Trotz starker künstlerischer Profilierung, großer überregionaler Anerkennung und wirtschaftlicher Stabilität wurde der Berliner Kammeroper 2010 die finanzielle Basis ihrer Arbeit durch den Berliner Senat entzogen. Nach großen Protesten der internationalen Kulturszene wurde eine weitere Förderung durch den Senat eingeräumt.

### Altenburg Gera
Seit 2011 ist Kuntze Generalintendant und künstlerischer Geschäftsführer des Theater Altenburg Gera (bis 2018: TPT Theater & Philharmonie Thüringen), seit 2012 auch Operndirektor. Nach einer Beinahe-Insolvenz im Jahr 2010 konnte das Fünf-Sparten-Theater unter seiner Leitung stabilisiert werden. 2012 erhielt er den Auftrag zur Reduzierung der Orchestergrösse und zur Abwicklung der Sparten Schauspiel und Puppentheater. Durch den Abschluss von Haustarifverträgen, eine erneuerte Finanzierungsvereinbarung und innerbetriebliche Umstrukturierungen konnte der Fortbestand des letzten produzierenden 5-Sparten-Theaters Thüringens gesichert werden.
Am 1. Januar 2013 wurde unter dem Dach von Theater & Philharmonie Thüringen das Thüringer Staatsballett gegründet.
Seit 2012 (ca. 135.000) stiegen kontinuierlich die Zuschauerzahlen. 2017 wurde die Marke von 150.000 Zuschauern überschritten, die auch in den Folgejahren bis zum Ausbruch der COVID-19-Pandemie weiter erhöht werden konnte (2019: ca. 156.600). 2021 wurden mit den Mitarbeitenden individuelle Urlaubsvereinbarungen geschlossen, um nach der coronabedingten Schließzeit ab Juni 2021 ohne Sommerpause wieder kontinuierlich spielen zu können.
Seit 2015 werden zunehmend Internationale Kooperationen und Gastspiele realisiert. Reisen führten die Ensembles in den letzten Jahren nach Burkina Faso, Griechenland, Türkei, Israel, Österreich, Schweiz, Frankreich, Rumänien, China und Polen.
Aufgrund der sanierungsbedingten Schließung des Landestheaters Altenburg wird seit September 2019 in Altenburg in einem Theaterzelt gespielt. Seit 2023 wird außerdem das Puppentheater in Gera komplett saniert, als Interim dient hier das ehemalige Theater-Restaurant. 
NACHWUCHSPROGRAMME
- Seit 2013: Thüringer Opernstudio zusammen mit der Hochschule für Musik Franz Liszt Weimar und den Theatern in Erfurt, Weimar und Nordhausen
- Seit 2017: Stipendium für Puppentheater-Regie
- Seit Mai 2018: Duale Orchesterakademie Thüringen zusammen mit der Philharmonie Jena[20]
- Seit der Spielzeit 2018/19: Eleven-Programm des Thüringer Staatsballetts[21]
- Seit November 2024: Dirigierakademie

AUSZEICHNUNGEN
- In den Jahren 2013[22] und 2014[23] hat die Thüringische Landeszeitung eine Kritikerumfrage initiiert. Beide Mal ist Theater & Philharmonie Thüringen zum Thüringer Theater des Jahres gewählt worden.

- In der Saisonrückschau 2016/17 der Zeitschrift Die Deutsche Bühne konnte TPT die Kategorie „Ungewöhnlich überzeugende Theaterarbeit abseits der großen Theaterzentren“ für sich entscheiden: „Selten gab es hier einen Sieger mit so vielen Stimmen“, denn „in ihren beiden Spielstätten in Gera und Altenburg liefern Theater & Philharmonie Thüringen Gera/Altenburg ambitionierte Produktionen in allen Sparten auf durchgehend hohem künstlerischen Niveau mit einem deutlichen Bekenntnis zu dem international zusammengesetzten Ensemble.“[24]

- 2017 wurde Theater und Philharmonie Thüringen von Kulturstaatsministerin Monika Grütters mit dem Theaterpreis des Bundes ausgezeichnet, weil das „künstlerische Programm eigenwillig“ sei: „Statt lediglich auf Kassenschlager, setzt die TPT in allen Sparten auf Randständiges, Vergessenes und Verdrängtes. Die TPT ist mit diesem Programm widerständig gegenüber einem Denken der Einengung und Abschottung, aber nicht verschlossen.“[25]

- Als zweites Ensemble in den neuen Bundesländern überhaupt wurde die Musiktheatersparte von Theater & Philharmonie Thüringen 2018 mit dem Preis der deutschen Theaterverlage ausgezeichnet,[26] da „eine über Jahre hinweg konsequent umgesetzte Spielplanpolitik, die der zunehmenden Verengung des Repertoires auf vermeintlich publikumswirksames Titel systematisch entgegenarbeitet, dem Theater große Anerkennung gebracht“ habe.[27]

- Nominierungen für den Weltenbauerpreis (2016) und den Deutschen Theaterpreis DER FAUST (2017, 2019 und 2024)

- 2019 wurde der Götz-Friedrich-Regienachwuchspreis für eine Produktion am Theater Altenburg Gera verliehen.[28]

- Die Verleihung des deutschen Theaterpreises DER FAUST 2024 fand im Theater Gera statt und ging in der Kategorie „Theater für junges  Publikum“ an das Theater Altenburg Gera.

## Regie
Kuntze hat im In- und Ausland bislang etwa 100 Inszenierungen überwiegend im Musiktheater erarbeitet, z. B. an Theatern in Berlin, Hamburg, Dresden, Bremen, Bremerhaven, Braunschweig, Kiel, Lübeck, Bielefeld, Osnabrück, Schwerin, Cottbus, Gera/Altenburg, Brandenburg/Potsdam; Bern, Linz, Innsbruck, Kaliningrad, Kopenhagen, Montpellier, Paris und Tel Aviv sowie für das Schleswig-Holstein Musikfestival, die Festspiele Mecklenburg-Vorpommern, die Kammeroper Schloss Rheinsberg und die Eutiner Festspiele.
Inszenierungen von Kuntze wurden bei Kritikerumfragen der opernwelt und der Deutschen Bühne nominiert und mit Zuschauerpreisen ausgezeichnet.
Seine Inszenierung von Mieczysław Weinbergs Die Passagierin wurde in der Kategorie „Regie Musiktheater“ für den Deutschen Theaterpreis DER FAUST 2019 nominiert.
Für das von ihm inszenierte Märchen „Der Teufel mit den drei goldenen Haaren“ von Manuel Kressin nach den Brüdern Grimm komponierte Kuntze 2023 auch die Musik für eine kleine Orchesterbesetzung.

## Inszenierungen (ab 2010)
- 2010: Nikolai Rimski-Korsakow: Die Zarenbraut, Theater Osnabrück[34]
- 2010: Richard Strauss: Arabella, Theater Lübeck[35]
- 2010: Bernd Redmann: Die Gehetzten (UA), Theater Bremen[36]
- 2010: Carl Maria von Weber: Der Freischütz, Eutiner Festspiele[37]
- 2010: William Murta: The Birds of Alfred Hitchcock (UA), Theater Bielefeld[38]
- 2011: Adriana Hölszky: Bremer Freiheit, Berliner Kammeroper im Konzerthaus Berlin[39]
- 2011: Wolfgang Amadeus Mozart: Idomeneo, Theater Bremen[40]
- 2011: Ulvaeus, Anderson, Price: Chess, Theater Bielefeld[41]
- 2011: Georges Bizet: Carmen, Theater und Philharmonie Thüringen[42]
- 2012: Gaëtano Donizetti: Lucia di Lammermoor, Stadttheater Bern[43]
- 2012: Péter Eötvös: Harakiri, Berliner Kammeroper im Konzerthaus Berlin
- 2012: Peter Eötvös: Radames, Berliner Kammeroper im Konzerthaus Berlin[44]
- 2012: Siegfried Matthus: Kronprinz Friedrich, Kammeroper Schloss Rheinsberg
- 2012: Ulvaeus, Anderson, Price: Chess, Theater und Philharmonie Thüringen[45]
- 2013: Dmitri Schostakowitsch: Lady Macbeth von Mzensk, Theater und Philharmonie Thüringen[46]
- 2013: Giuseppe Verdi: La forza del destino, Tiroler Landestheater Innsbruck[47]
- 2014: Benjamin Britten: Peter Grimes, Theater und Philharmonie Thüringen[48]
- 2014: Per Nørgård: Nuit des Hommes (DEA), Theater und Philharmonie Thüringen[49]
- 2014: Wolfgang Amadeus Mozart: Die Zauberflöte, Kammeroper Schloss Rheinsberg[50]
- 2014: Frank Wildhorn: Jekyll & Hyde, Theater und Philharmonie Thüringen[51]
- 2015: Leoš Janáček: Jenůfa, Theater und Philharmonie Thüringen[52]
- 2015: Giuseppe Verdi: Rigoletto, Theater und Philharmonie Thüringen[53]
- 2016: Hans Sommer: Rübezahl und der Sackpfeifer von Neisse, Theater und Philharmonie Thüringen[54]
- 2016: Terrence McNally: Meisterklasse, Theater und Philharmonie Thüringen[55]
- 2016: Richard M. Sherman / Robert B. Sherman: Tschitti Tschitti Bäng Bäng, Theater und Philharmonie Thüringen[56]
- 2017: Peter Tschaikowsky: Masepa, Theater und Philharmonie Thüringen[57]
- 2018: Frank Wildhorn: Jekyll & Hyde, Mecklenburgisches Staatstheater Schwerin[58]
- 2018: George Enescu: Oedipe, Theater und Philharmonie Thüringen[59]
- 2018: Bedřich Smetana: Die verkaufte Braut, Theater und Philharmonie Thüringen[60]
- 2018: Jacques Offenbach: Hoffmanns Erzählungen, Theater und Philharmonie Thüringen[61]
- 2019: Mieczyslaw Weinberg: Die Passagierin, Theater und Philharmonie Thüringen[62]
- 2019: Kay Kuntze: Geliebtes Klärchen, Theater und Philharmonie Thüringen[63]
- 2019: Eduard Künneke: Der Vetter aus Dingsda , Theater Altenburg Gera[64]
- 2020: Peter Tschaikowski: Eugen Onegin, Theater Altenburg Gera[65]
- 2020: Giancarlo Menotti: Das Telephon, Theater Altenburg Gera[66]
- 2020: Francis Poulenc: Die menschliche Stimme, Theater Altenburg Gera[67]
- 2021: John Tavener: A Gentle Spirit, Theater Altenburg Gera[68]
- 2021: William Walton: The Bear, Theater Altenburg Gera[69]
- 2022: Gottfried von Einem: Dantons Tod, Theater Altenburg Gera[70]
- 2022: Engelbert Humperdinck: Hänsel und Gretel, Theater Altenburg Gera[71]
- 2023: Manuel Kressin nach den Brüdern Grimm (Text), Kay Kuntze (Musik): Der Teufel mit den drei goldenen Haaren (UA), Theater Altenburg Gera[72]
- 2024: Sophie Jira (Text), Olav Kröger nach Johann Strauss (Musik): Redoute in Reuss (UA), Theater Altenburg Gera[73]
- 2024: Alan J. Lerner / Frederick Loewe: My Fair Lady, Theater Altenburg Gera[74]
- 2025: Pietro Mascagni / Ruggero Leoncavallo: Cavalleria rusticana/Pagliacci, zwei Opern in einer Handlung, Fassung von Kay Kuntze für das Theater Altenburg Gera[75]
- 2025: Eugen d’Albert: Die toten Augen, Theater Altenburg Gera[76]

## Lehre
Kuntze unterrichtete im Studiengang Bühnenbild an der Technischen Universität Berlin sowie in den Opernklassen der Hochschule für Musik und Theater Leipzig und der Hochschule für Musik Weimar.

## Gremien
Im Deutschen Bühnenverein ist Kuntze Mitglied der Intendantengruppe, beratender Intendant im Tarifausschuss und Vorstandsmitglied im Landesverband Thüringen. Außerdem ist er stellvertretender Vorsitzender im Fachausschuss des Bundeswettbewerb Gesang.
Kuntze ist bzw. war Juror beim Bundeswettbewerb Gesang, dem internationalen Gesangswettbewerb Kammeroper Schloss Rheinsberg, der Rheinsberger Opernwerkstatt sowie in diversen Vergabe-Beiräten.